# NGC 5907
NGC 5907 (również Galaktyka Drzazga, Galaktyka Krawędź Noża, PGC 54470 lub UGC 9801) – galaktyka spiralna (Sc), znajdująca się w gwiazdozbiorze Smoka. Odkrył ją William Herschel 5 maja 1788 roku.

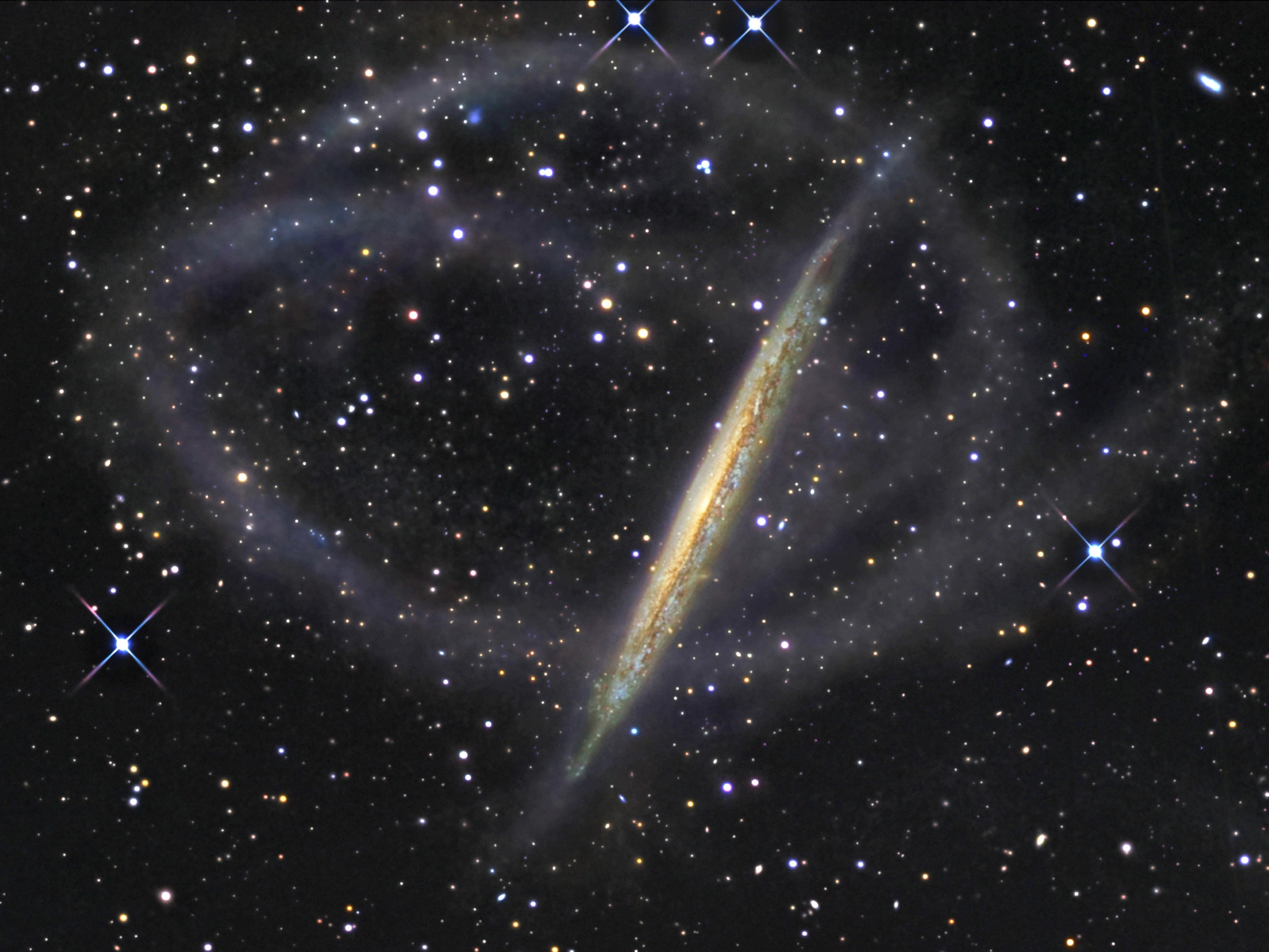
Strumienie gwiazd otaczające galaktykę

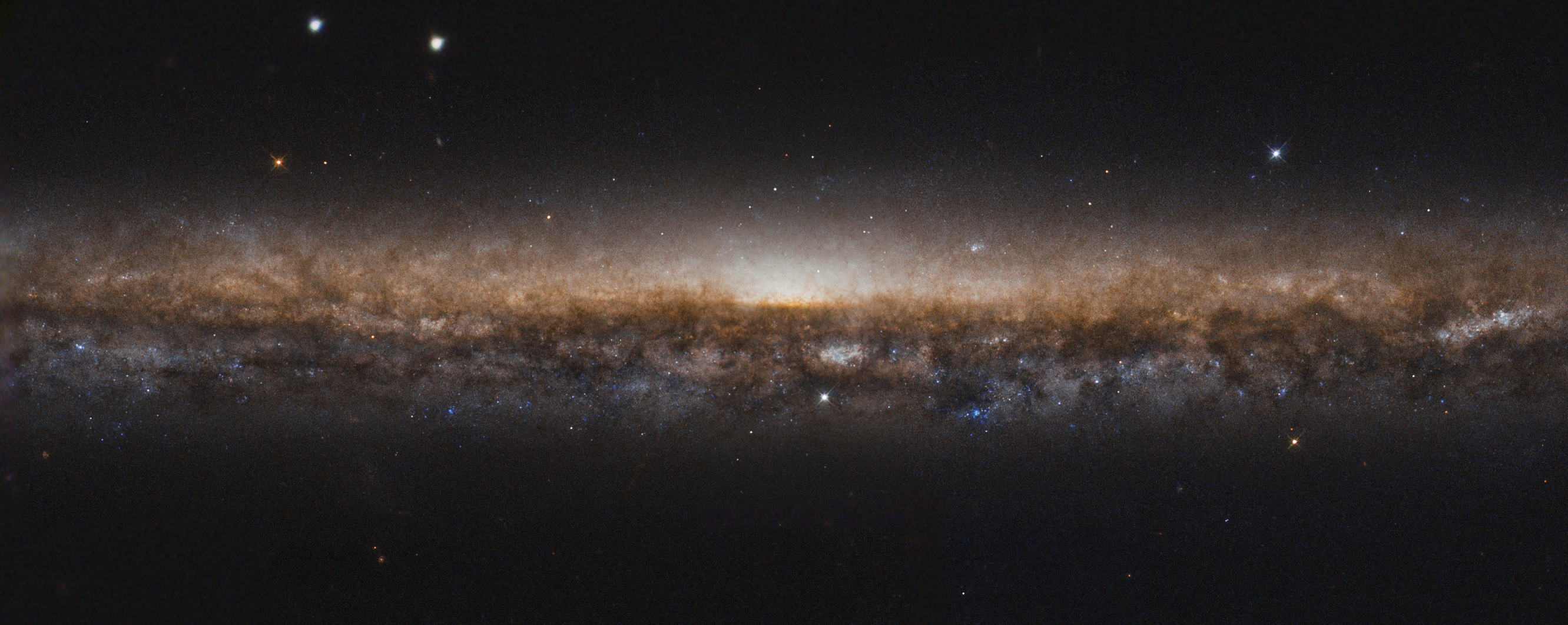
Zdjęcie z Teleskopu Hubble’a, ukazujące centralną część galaktyki

W galaktyce zaobserwowano supernową SN 1940A.
Słabiej widoczna zachodnia część galaktyki, przesłonięta pyłem z dysku galaktycznego, została skatalogowana w New General Catalogue jako NGC 5906, gdyż błędnie sądzono, że jest to oddzielny obiekt.